# Simon Rolfes
Simon Rolfes (født 21. januar 1982 i Ibbenbüren, Vesttyskland) er en tysk tidligere fodboldspiller, der spillede som midtbanespiller. Han er bedst kendt for sine ti år hos Bayer Leverkusen.

## Landshold
Rolfes blev noteret for 26 kampe og to scoringer for Tysklands landshold, som han debuterede for den 28. marts 2007 i en kamp mod Danmark. Han blev efterfølgende udtaget til den tyske trup til EM i 2008, hvor holdet nåede finalen. 